# Xã Baltimore, Michigan
Xã Baltimore (tiếng Anh: Baltimore Township) là một xã thuộc quận Barry, tiểu bang Michigan, Hoa Kỳ. Năm 2010, dân số của xã này là 1.861 người.